# Dmitrij Kapitelman
Dmitrij Kapitelman (* 1986, Kyjev) je německy píšící spisovatel, novinář a hudebník.

## Život
Dmitrij Kapitelman je synem židovsko-ukrajinského matematika Leonida Kapitelmana a jeho ženy Very Romaškanové, pocházející z Moldávie. Mateřské příjmení mělo Dmitrije chránit před antisemitismem na Ukrajině, příjmení svého otce přijal až v Německu, kam s ním rodina emigrovala v jeho osmi letech. V Lipsku vystudoval politilogii a sociologii, je rovněž absolventem Německé novinářské školy (Deutsche Journalistenschule) v Mnichově. Žije a působí jako novinář na volné noze v Berlíně.

## Dílo
Coby kmenový autor berlínského vydavatelství Hansen vydal Dmitrij Kapitelman dvě knihy, které se setkaly s výrazným zájmem veřejnosti i literární kritilky. Ve své prvotině Das Lächlen meines unsichtbaren Vaters (Úsměv mého neviditelného otce, Hansen 2016) autobiograficky pospisume cestu se svým otcem z Německa do Izraele a věnuje se otázce vlastní idetnity a sounáležitosti k rodině, která byla formována jinou kulturou, než tou, v níž byl socializován on sám. Román, jejž Kapitelman sám označil na "knihu o emancipaci" si získala pozornost celoněmecké literární kritiky a byla oceněna cenou Klaus-Michael Kühne-Preis.
I druhá Kapitelmanova kniha Eine Formalie in Kiew (Formalita v Kyjevě, Hansen 2021) čerpá námět z vlastní rodiny. V autofikčním románu se autor sám vrací do rodného Kyjeva, do města, kterému se cítí odcizen, aby si střetem s ním a s ukrajinskou realitou všedního dne hledal cestu sám k sobě, k vlastním kořenům, identině a rodině. Kniha, psaná svěžím jazykem plným humoru, byla několikrát oceněna: mimo jiné cenou Buchpreis Familienroman der Stiftung Ravensburger Verlag.
V únoru 2022 poskytl online interview Goethe-Institut Česká republika, v němž vyjádřil přesvědčení, že téma identity emigranta a vztahu k vlastní rodině považuje ve svých dvou románech za víceméně vyčerpané a bude se nadále soustředit na další literární formy a témata.